# Ministro para la Unión
Ministro para la Unión (inglés: Minister for the Union) es un puesto creado por el entonces primer ministro del Reino Unido, Boris Johnson, durante su primer ministerio, para ser ocupado simultáneamente con sus funciones como primer ministro. Johnson propuso el puesto durante la campaña de liderazgo del Partido Conservador de 2019. Es el primer jefe de gobierno en adoptar el título y retuvo el cargo en su segundo ministerio.
El 4 de septiembre de 2019, el Gobierno anunció una financiación de 10 millones de libras esterlinas para apoyar la labor del primer ministro como ministro para la Unión.

## Responsabilidades
Desde septiembre de 2020, las responsabilidades del puesto se enumeran de la siguiente manera en gov.uk: "Como ministro para la Unión, el primer ministro trabaja para garantizar que todo el gobierno actúe en nombre de todo el Reino Unido: Inglaterra, Irlanda del Norte, Escocia y Gales". Antes de ese momento, el sitio web gov.uk no mostraba ninguna responsabilidad asociada con el puesto.

## Lista de ministros
| Imagen | Nombre        | Inicio                  | Final                   | Partido | Partido     | Refs.       |
| ------ | ------------- | ----------------------- | ----------------------- | ------- | ----------- | ----------- |
|        | Boris Johnson | 26 de julio de 2019     | 6 de septiembre de 2022 |         | Conservador | [ 4 ] [ 6 ] |
|        | Liz Truss     | 6 de septiembre de 2022 | 25 de octubre de 2022   |         | Conservador | [ 4 ] [ 6 ] |
|        | Rishi Sunak   | 25 de octubre de 2022   | 5 de julio de 2024      |         | Conservador | [ 4 ] [ 6 ] |
|        | Keir Starmer  | 5 de julio de 2024      | En el cargo             |         | Laborista   | [ 13 ]      |

## Recepción
Un portavoz de Johnson afirmó que la oficina tenía la intención de enfatizar su compromiso de fortalecer el vínculo entre las naciones del Reino Unido. En julio de 2019, Kirsty Blackman, líder adjunta del Partido Nacional Escocés en la Cámara de los Comunes de 2017 a 2020, describió el título como un "cambio de marca cínico" y abogó por la independencia de Escocia. Durante la pandemia de COVID-19 en julio de 2020, Mark Drakeford, el primer ministro de Gales y líder de los laboristas galeses, llamó la atención sobre la falta de contacto de Johnson con el gobierno galés y dijo: "Si usted es ministro para la unión, hable con las partes componentes de la unión me parece una forma sensata de cumplir con esas responsabilidades".

## Propuestas relacionadas
Robert Hazell ha sugerido fusionar las oficinas del secretario de Estado para Irlanda del Norte, Escocia y Gales en un secretario de Estado para la Unión, en un departamento en el que Rodney Brazier ha sugerido agregar un ministro de Estado para Inglaterra con responsabilidad en el gobierno local inglés.